# Urszula Jabłońska
polska dziennikarka i pisarka. 

## Życiorys
Absolwentka Wydziału Orientalistycznego Uniwersytetu Warszawskiego 2007. Publikowała m.in. w Dużym Formacie, Wysokich Obcasach, Piśmie. Magazynie Opinii, Przekroju i Vogue. Mieszka w Warszawie.

## Książki
- "Człowiek w przystępnej cenie. Reportaże z Tajlandii" (Dowody na Istnienie, Warszawa 2017)[1]
- "Światy wzniesiemy nowe" (Dowody na Istnienie, Warszawa 2021)[2]

Antologie:
- Walka jest kobietą (Dom Wydawniczy PWN – Grupa Wydawnicza PWN, Warszawa 2014)
- Mur. 12 kawałków o Berlinie (Wydawnictwo Czarne, Wołowiec 2015)
- Obrażenia. Pobici z Polską (Wydawnictwo Wielka Litera, Warszawa 2016)

## Nagrody
Jabłońska jest laureatką nagrody Grand Press 2012 w kategorii Reportaż Prasowy. Dwukrotnie nominowana do Nagrody Newsweeka im. Teresy Torańskiej w kategorii najlepszy materiał dziennikarski - w 2017 i 2018 roku. W 2019 roku wraz ze współautorem tekstu Marcinem Wójcikiem otrzymała nominację do międzynarodowej nagrody reporterskiej True Story Award. Za książkę "Światy wzniesiemy nowe" otrzymała Nagrodę Magellana w kategorii "Książka reportażowa".